# Ален ле Маре
Ален ле Маре (фр. Allennes-les-Marais) насеље је и општина у североисточној Француској у региону Север-Па де Кале, у департману Север која припада префектури Лил.
По подацима из 2011. године у општини је живело 3.327 становника, а густина насељености је износила 599,46 становника/km². Општина се простире на површини од 5,55 km². Налази се на средњој надморској висини од 25 метара (максималној 29 m, а минималној 18 m).

## Демографија
| 1794. | 1800. | 1806. | 1820. | 1831. | 1836. | 1861. | 1866. | 1872. | 1901. | 1921. | 1936. | 1946. | 1954. | 1962. | 1968. | 1975. | 1982. | 1990. | 1999. | 2011. |
| ----- | ----- | ----- | ----- | ----- | ----- | ----- | ----- | ----- | ----- | ----- | ----- | ----- | ----- | ----- | ----- | ----- | ----- | ----- | ----- | ----- |
| 547   | 601   | 667   | 733   | 796   | 814   | 1.003 | 984   | 1.021 | 1.175 | 1.037 | 1.188 | 1.142 | 1.247 | 1.658 | 1.837 | 1.893 | 2.426 | 2.773 | 3.234 | 3.327 |

График промене броја становника у току последњих година